# Arjan Stroetinga
Arjan Stroetinga (* 16. června 1981 Oosterwolde) je nizozemský rychlobruslař a maratónský bruslař.
V rychlobruslení se věnuje především závodům s hromadným startem. Na mezinárodních akcích debutoval na jaře 2012, v sezóně 2012/2013 zvítězil ve Světovém poháru v celkovém pořadí této disciplíny. Svého prvního světového šampionátu se zúčastnil v roce 2015, kdy na Mistrovství světa na jednotlivých tratích vyhrál závod s hromadným startem. V sezóně 2015/2016 podruhé zvítězil v celkové klasifikací Světového poháru v závodech s hromadným startem. Na MS 2016 byl v této disciplíně druhý, navíc pomohl nizozemskému týmu k zisku zlaté medaile ve stíhacím závodě družstev. Na ME 2020 a MS 2021 získal v závodě s hromadným startem stříbrnou medaili.
Jeho bratr Wim Stroetinga je cyklista.